# Haubarg

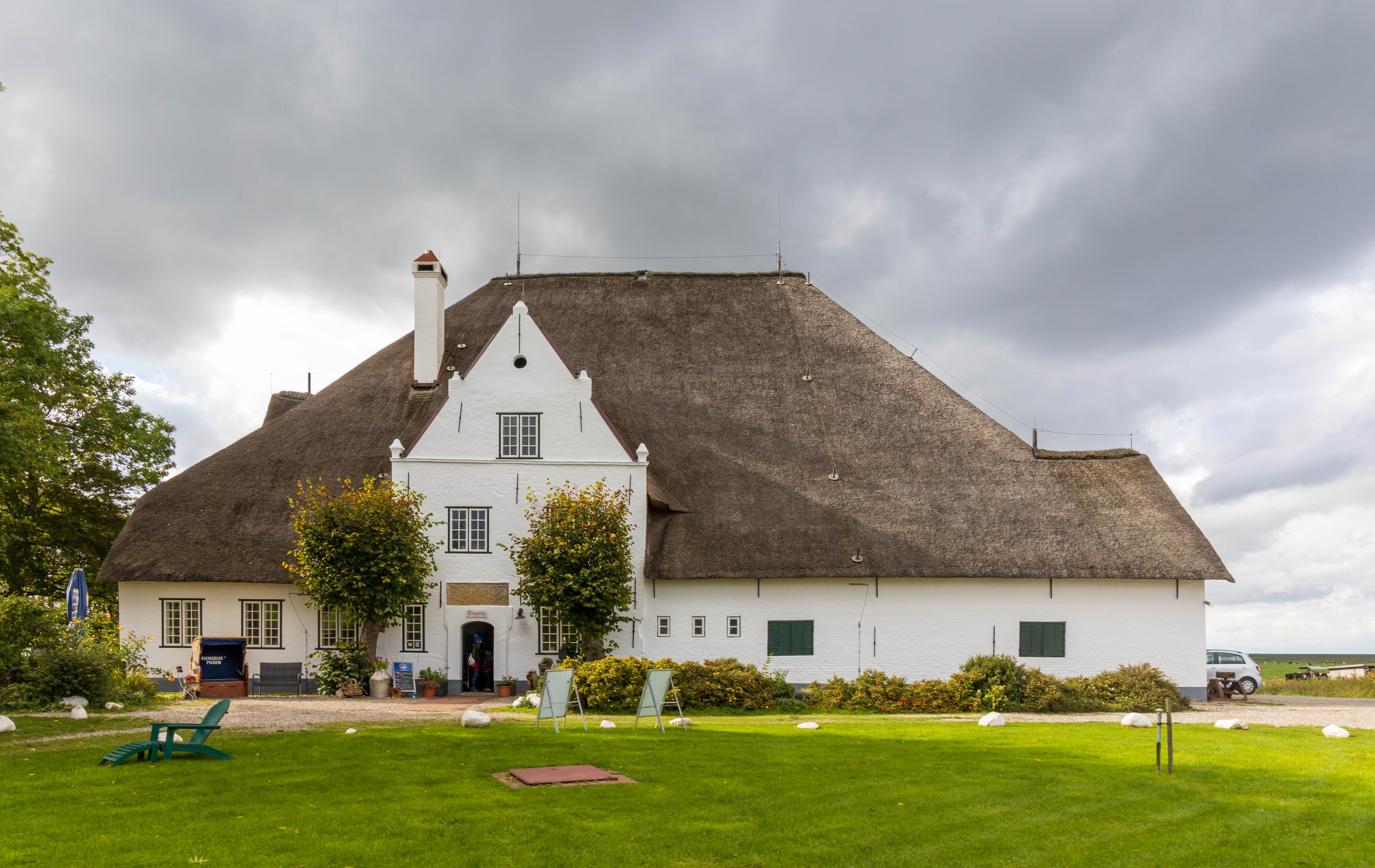
Der Rote Haubarg bei Witzwort

Ein Haubarg, selten auch Hauberg (nicht zu verwechseln mit der Waldwirtschaftsform Hauberg), ist das typische Bauernhaus der Halbinsel Eiderstedt im Kreis Nordfriesland in Schleswig-Holstein. Ihm entspricht das Barghus in der Wilstermarsch nordöstlich der Elbe im Kreis Steinburg. Beide kamen im späten 16. Jahrhundert durch westfriesische Einwanderer in die Region, die den Bautyp des Gulfhauses mitbrachten, und bewährte sich bis ins späte 19. Jahrhundert als Bauernhaus.

## Begriff
Das Wort „Haubarg“ bezeichnet eine Stätte zum Bergen (Stapeln) von Heu. Mensch und Tier lebten in Haubargen jahrhundertelang unter einem Dach, wenn auch in getrennten Räumen. Der Name Barghus leitet sich vom Barg her, dem tragenden Barggerüst, das Wohnräume, Längsdiele und Viehställe trägt. Dieser kompakte Haustyp ist auf Milchwirtschaft und Käseherstellung ausgerichtet, da die Wilstermarsch für den Getreideanbau weitgehend ungeeignet war.
Gulfhaus und Haubarg sind Weiterentwicklungen des Altfriesischen Bauernhauses, ursprünglich aus Westfriesland, die sich Mitte des 17. Jahrhunderts in die Elbmarschen (Barghaus) und nach Nordfriesland (Haubarg) verbreiteten. Beide gehören dem Typus des Wohnstallhauses an, einer Form des Langhauses, die sich in der norddeutschen Tiefebene in der Eisenzeit verbreitet und sich aus den Wohnstallbauten der Bronzezeit entwickelt hatte. Zwei weitere Grundformen, auf die sich die Formenvielfalt der Bauernhaustypen in Schleswig-Holstein gründet, sind das quergeteilte Geesthardenhaus (auch Schleswiger Haus) aus Jütland, dessen Sonderform das uthlandfriesische Haus oder Friesenhaus ist, sowie das niederdeutsche Hallenhaus, auch als Niedersachsenhaus bezeichnet, das ab dem 13. Jahrhundert aufkam.

## Aufbau

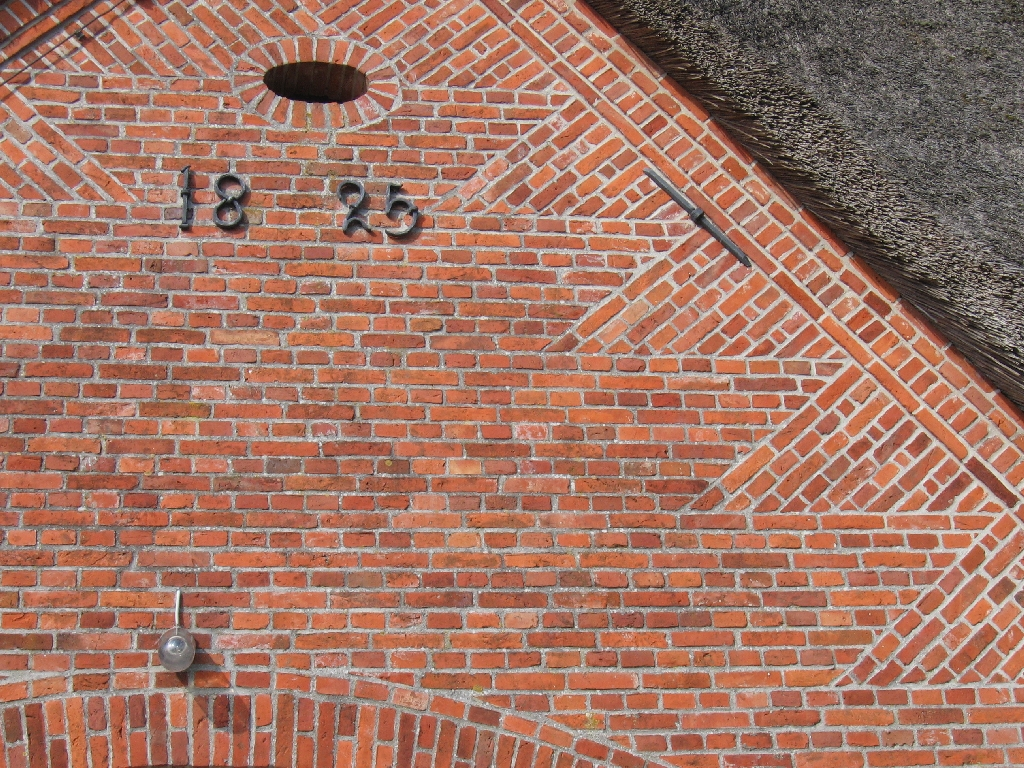
Fassadendetail des ehemaligen Hofes Jacobs mit „Sägezahnmuster“ und Kreuzverbandmauerung

Haubarge haben einen rechteckigen, nur beim vierständrigen Haubarg quadratischen, Grundriss. Es handelt sich um Ständerbauten, bei denen das Haus hauptsächlich von je nach Größe vier, sechs oder acht, in seltenen, nicht mehr erhaltenen Fällen zehn Ständern getragen wird, die durch Längs- und Querbalken (Pfetten) verbunden sind. Diese Bauweise trägt unter anderem dazu bei, das Haus widerstandsfähig gegen Naturgewalten, insbesondere Stürme und daraus resultierende Sturmfluten, zu machen. Selbst wenn eine Sturmflut die Mauern eindrückt, halten die Ständer noch das Dach. Die Grundstruktur des Hauses bleibt unbeschädigt. Diese Bauweise erleichterte außerdem die Erneuerung des Mauerwerkes, das nach etwa 100 Jahren auszusalzen begann und daher ersetzt werden musste.
Je vier Ständer bilden in der Mitte des Haubargs einen Vierkant, in dem das Stroh gelagert wurde, das nach dem Dreschen anfiel. Darum herum angeordnet sind die Loo, wo unter anderem gedroschen wurde, Wohnräume (Döns) und Schlafverschläge (Alkoven) für das Hofgesinde zusammen mit den Stallungen für die Pferde (Peerboos), Rinder (Boos) und das Kleinvieh. Der Großbauer hatte mit seiner Familie sein Schlafgemach in Wandbetten (Alkoven) in dem sogenannten „Pesel“, der sogar beheizbar war, während das Hofgesinde nur durch das Vieh und das gelagerte Stroh und Heu gewärmt wurde.
Das Heu, das dem Haustyp seinen Namen gab, lagerte über der Boos, während Getreide über dem Wohnteil des Hauses lagerte. Über der Loo lagerten die nicht gedroschenen Garben der Ernte auf einer Art Spaltenboden. Wenn nicht gerade geerntet wurde, diente die Loo als Wagenremise.
Ein weiteres Merkmal ist das oft 15 oder 20 Meter hohe, mit Reet gedeckte Dach, unter dem das Heu für den Winter gelagert wird.

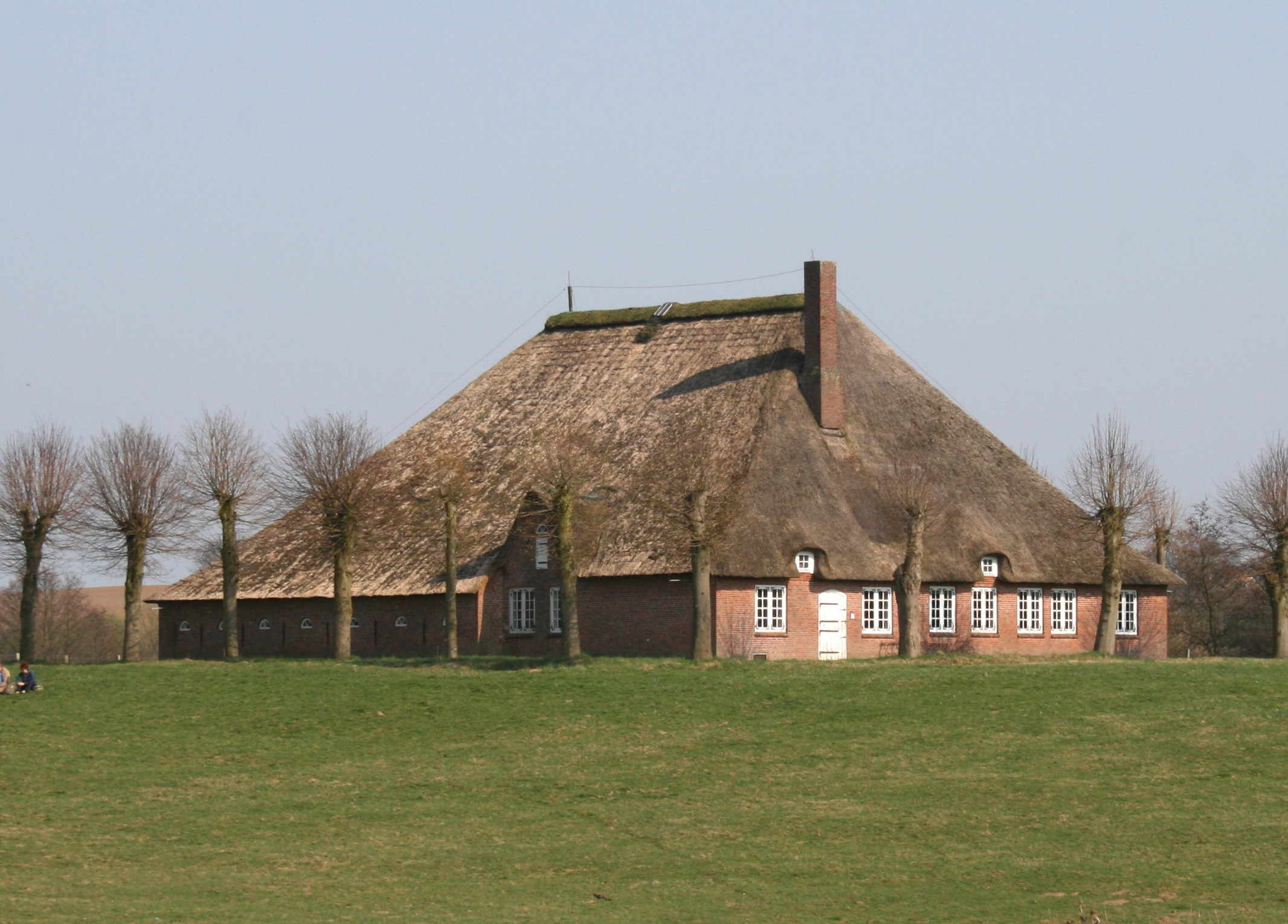
Haubarg bei Witzwort
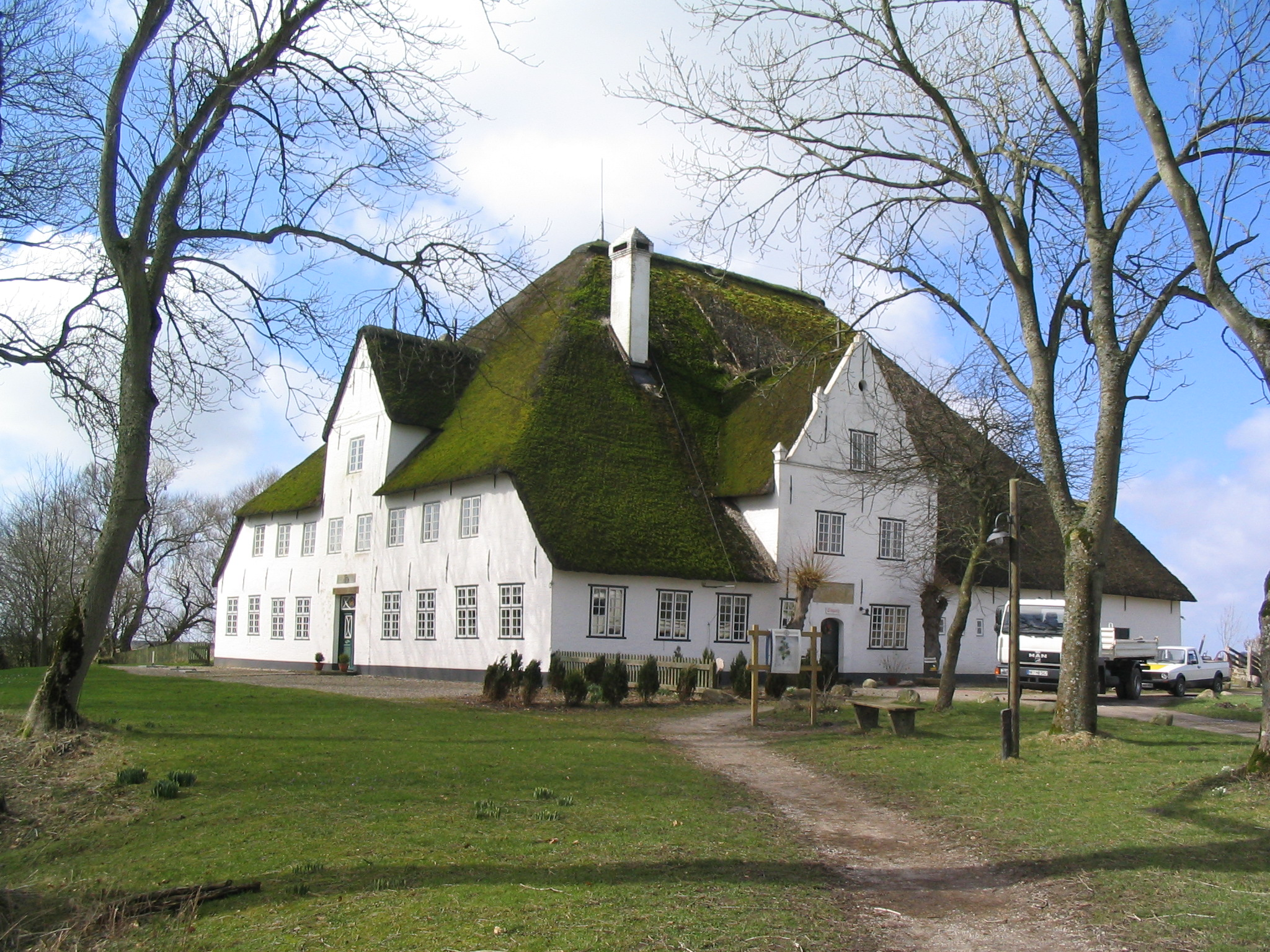
Roter Haubarg bei Witzwort
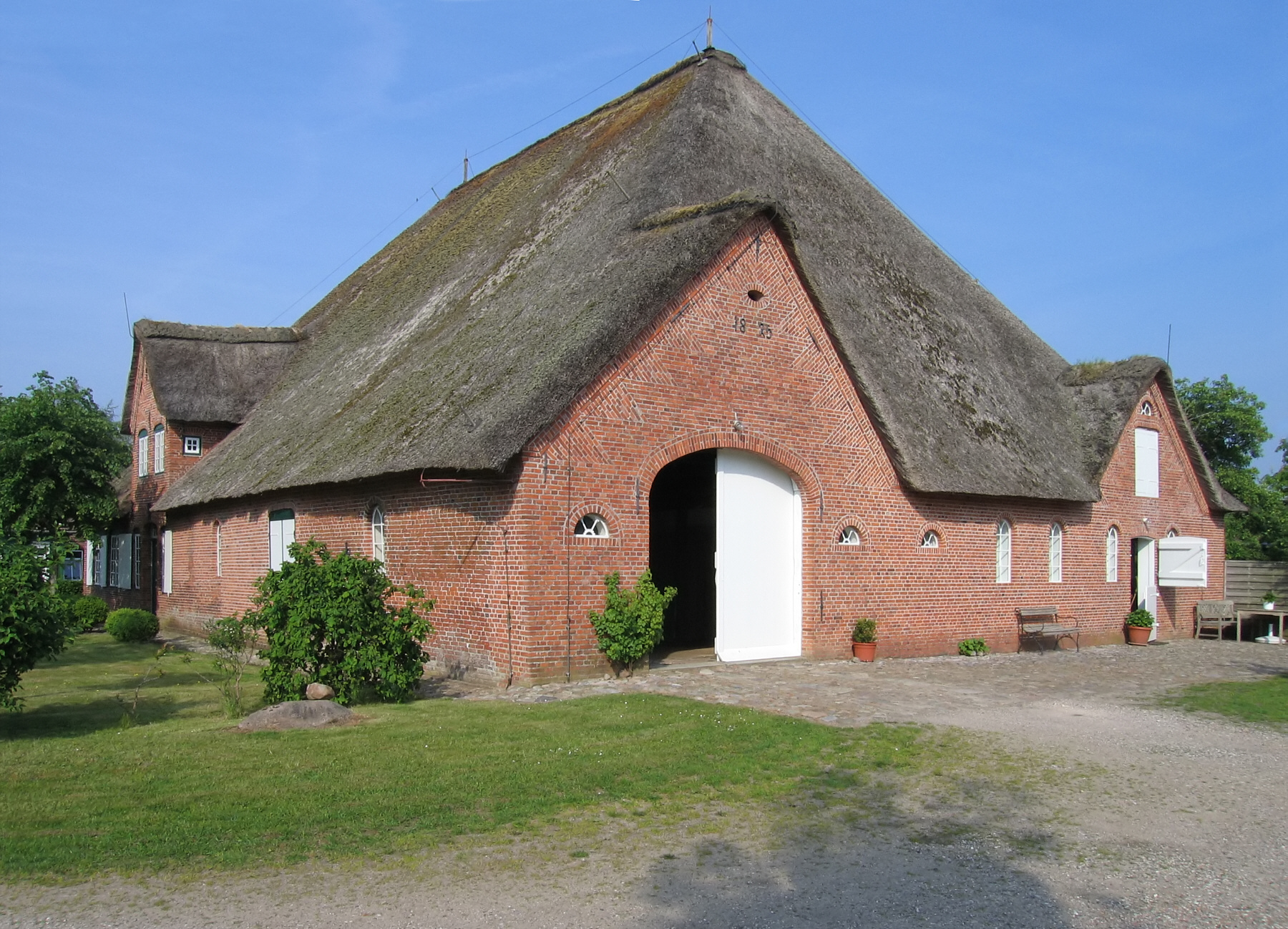
Der ehemalige Hof Jacobs in Seeth
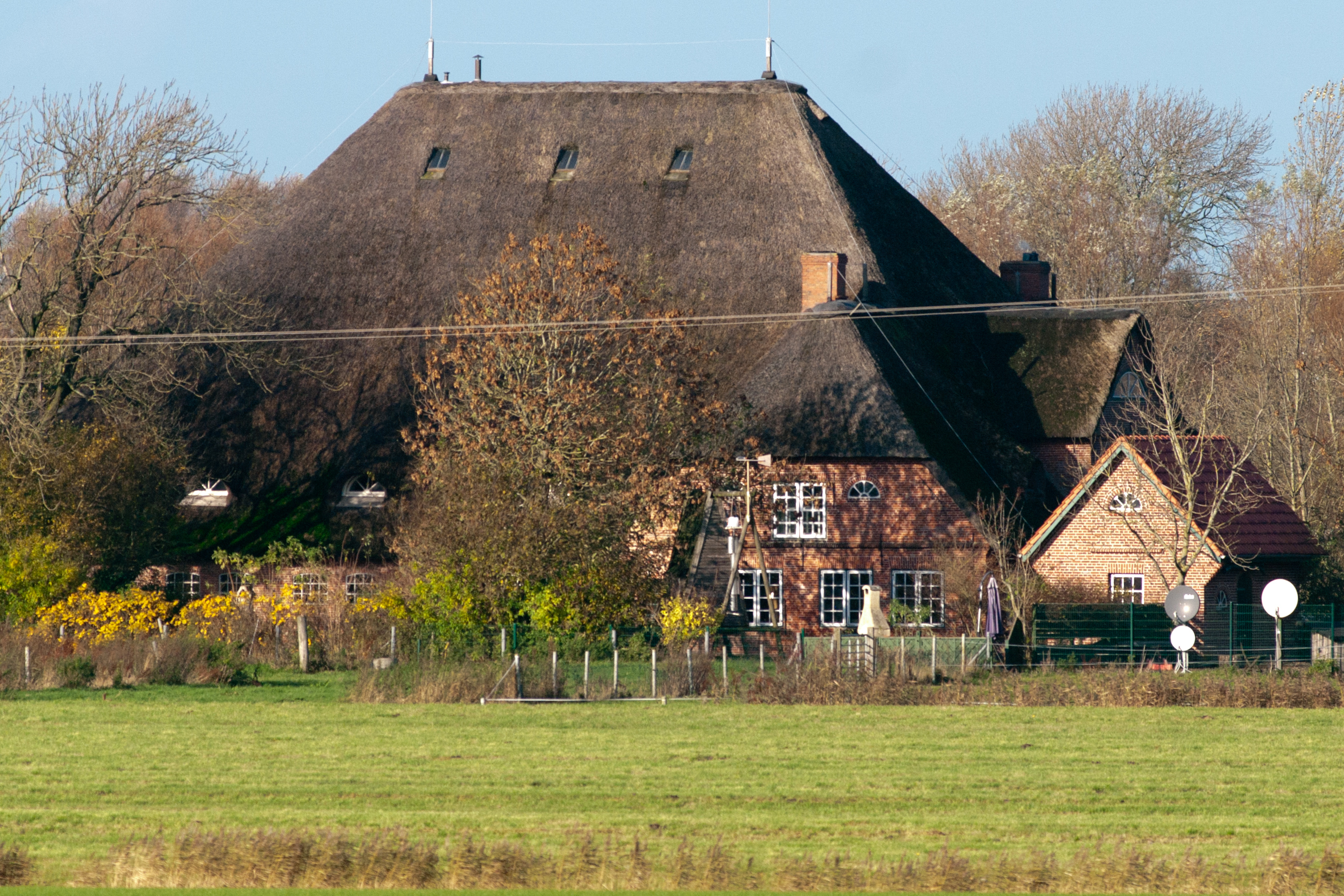
Haubarg in Vollerwiek
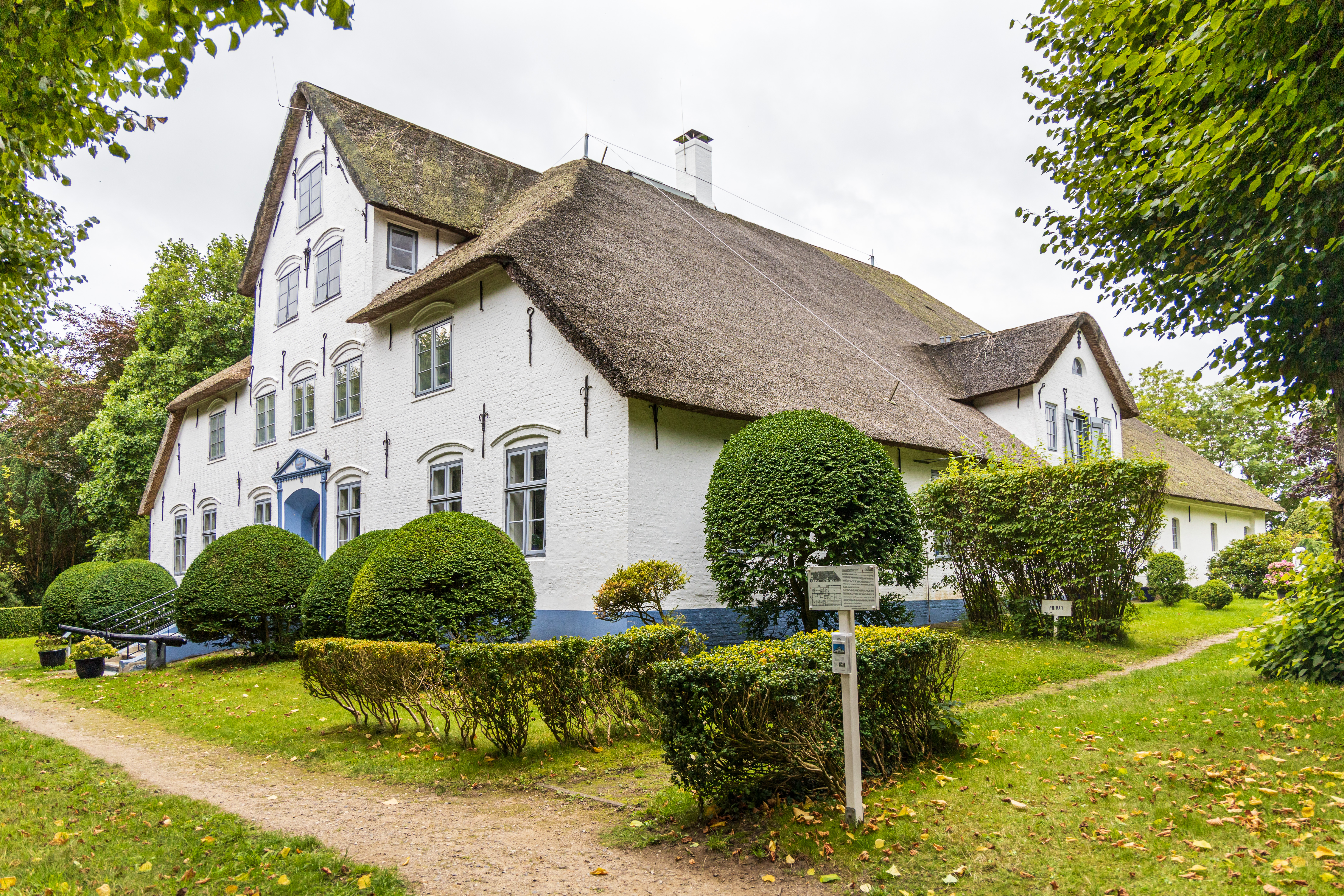
Haubarg in Tating
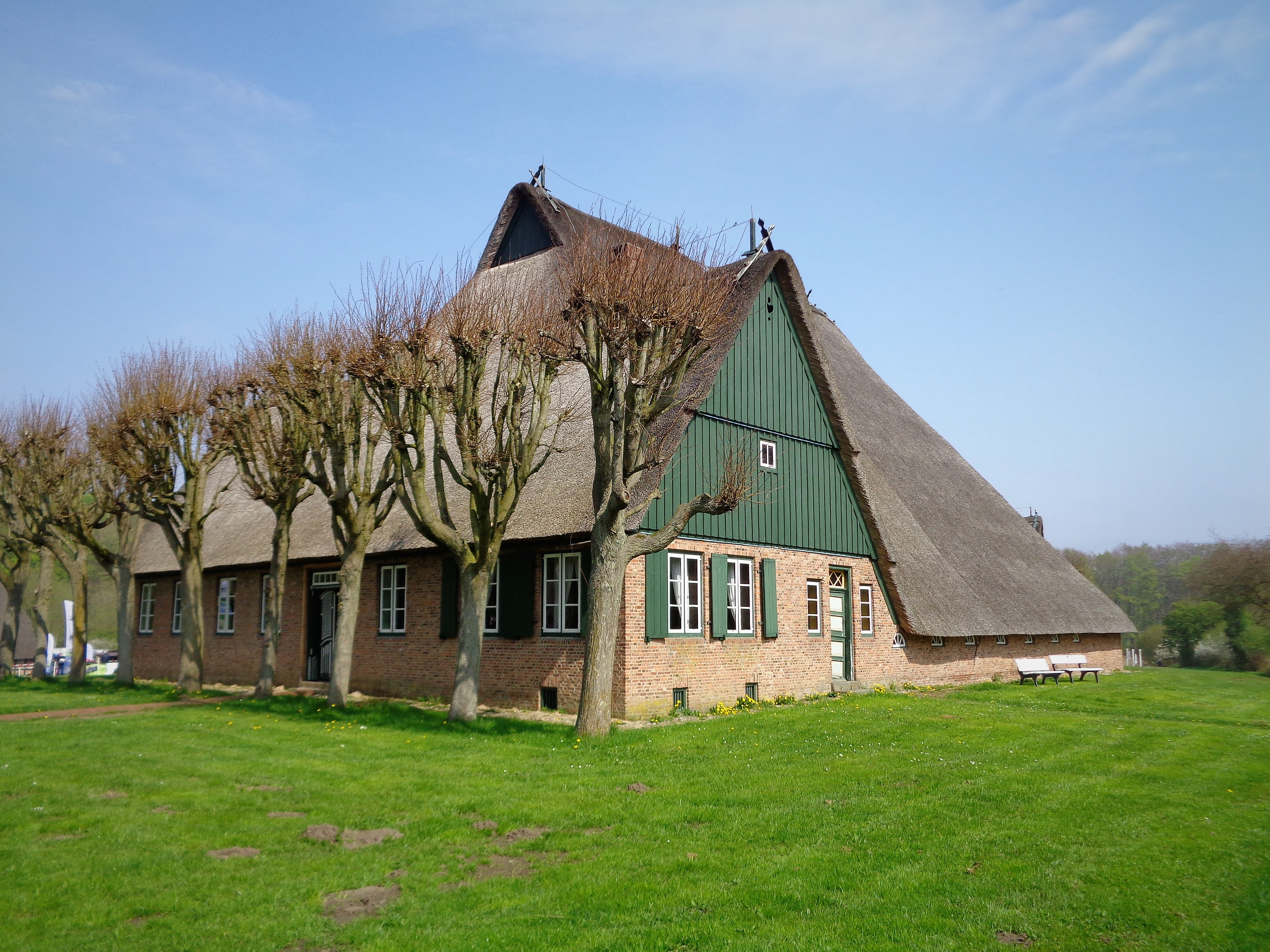
Barghaus in Arentsee

## Lage
Solange der Küstenschutz noch unzureichend war, wurden Haubarge zum Schutz vor Überschwemmungen infolge von Sturmfluten auf Warften errichtet. Bis ins 18. Jahrhundert wurden Haubarge in West-Ost-Ausrichtung erbaut, danach zumeist aus Repräsentationsgründen in Süd-Nord-Ausrichtung. Sie waren – wie Fachwerkhäuser – umsetzbar; neben dem Herrenhaus Hoyerswort, dem einzigen Herrenhaus der Halbinsel Eiderstedt, wurde 1779 ein Haubarg als Scheune aufgestellt, der ursprünglich 1704 im nahen Langenhemme als Wohnstallhaus errichtet worden war.

## Jüngere Geschichte und Gegenwart

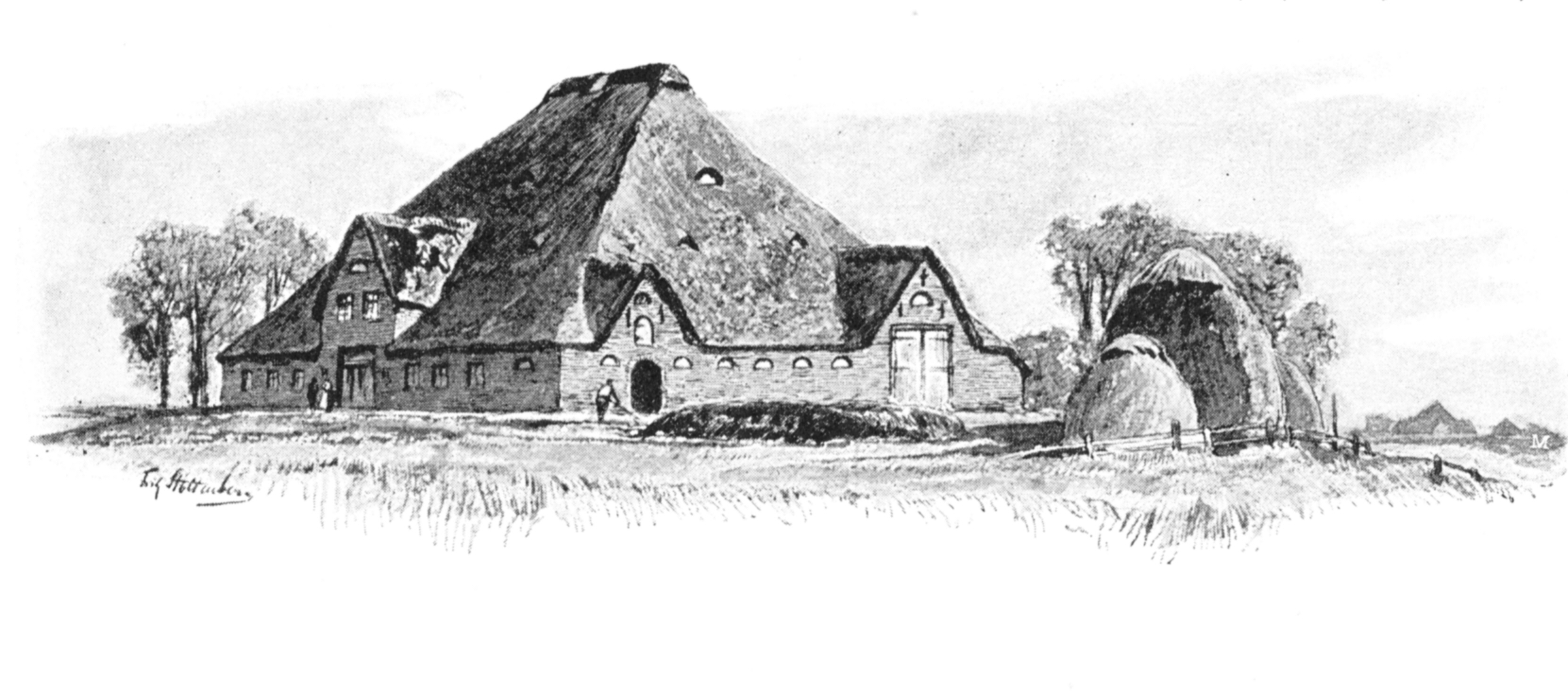
Fritz Stoltenberg: Eiderstedter Haubarg, Zeichnung, um 1895

Ingo Kühl: Haubarg, Ölgemälde, 1983

Haubarge werden seit etwa 1900 nicht mehr neu gebaut. Der letzte war vermutlich der Haubarg Vester Anflod, den der Nationalfriese Cornelius Petersen nach einem Entwurf des Husumer Architekten Georg Rieve 1914 in Mögeltondern errichten ließ. Das stattliche Gebäude brannte 1950 ab.
Als in der Zeit des Nationalsozialismus der damalige Adolf-Hitler-Koog in Dithmarschen eingedeicht wurde, um dort eine germanische Mustersiedlung zu erschaffen, orientierten sich die gebauten Häuser am ostfriesischen Gulfhaus, so wie es im 19. Jahrhundert in Dithmarschen üblich geworden war. Im Tümlauer Koog baute man 1935 ebenfalls Gulfhäuser, die sich jedenfalls äußerlich dem Haubarg angliederten. In den übrigen Kögen wurden dagegen Bauernhöfe nach nordfriesischem Muster mit Querdielen und holländischen Ziegeldächern errichtet.
Gab es 1860 noch 360 Haubarge, sind 2008 nur noch etwa 100 erhalten. Waren Haubarge ursprünglich aufgrund ihrer ökonomischen Zweckmäßigkeit gebaut worden, sind sie mittlerweile zu teuer für ihre landwirtschaftlichen Besitzer geworden. Besonders das Reetdach, das oft um 1.000 m² hat, ist in seiner Erhaltung sehr teuer. Deshalb weichen die meisten Bauern auf andere Gebäude für ihren Betrieb aus. Die Haubarge werden an andere, meist auswärtige Eigentümer abgegeben, die zwar die Fassade erhalten, im Innenraum aber oft zu anderer Nutzung großzügige Umbauten vornehmen. Einzelne Haubarge in Privatbesitz lassen sich auch von innen besichtigen.
Bekanntester historischer Haubarg ist der Rote Haubarg, mit 99 Fenstern, in der Nähe von Witzwort. Neben einer Gastronomie in den historischen Räumen beinhaltet er ein Museum, das einen Einblick in die Lebens- und Arbeitswelt der ehemaligen Bewohner gibt. Der Tofthof in Westerhever ist einer der wenigen Haubarge, die 2005 noch landwirtschaftlich genutzt wurden. In dem Haubarg Die Riep bei Oldenswort wurde der Soziologe Ferdinand Tönnies geboren. Ein weiterer gut erhaltener und der Öffentlichkeit zugänglicher Haubarg ist der Mars-Skipper-Hof in Kotzenbüll.
Außerhalb Eiderstedts befindet sich ein wiederaufgebauter Haubarg aus Witzwort heute im Freilichtmuseum Molfsee bei Kiel. Einer der ältesten Haubarge (Gården Rothelau) aus der Nähe Tönnings wurde 1956 vom Dänischen Nationalmuseum erworben und ist seit 1960 im Freilichtmuseum im dänischen Lyngby aufgebaut. Es gibt vereinzelte Haubarge in Ramstedt (Groß-Mittelburg), Seeth und Bohmstedt (Arlewatthof). Ein Haubarg, der heute als Wohnhaus genutzt wird, steht auf der Nordseeinsel Föhr. Er wird von den Eigentümern auf ein Alter von mindestens 200 Jahren geschätzt. Einzelne Haubarge auf Nordstrand, Pellworm und in den nordfriesischen Kögen sowie die früher weitverbreitete Haubargscheunen in Dithmarschen sind fast restlos verschwunden.